# اولاف فیورت
اولاف فیورت (انگلیسی: Olaf Fjord; ۳ اوت ۱۸۹۷ – ۱۹ آوریل ۱۹۴۵) بازیگر، کارگردان فیلم و تهیه‌کننده فیلم اهل کشور اتریش بود.
از فیلم‌ها یا برنامه‌های تلویزیونی که وی در آن نقش داشته‌است می‌توان به ناپلئون، ۱۹۱۴ و لودویگ دوم اشاره کرد.